# Cristina Maestre
Cristina Maestre Martín de Almagro, née le 27 juillet 1975 à Ciudad Real, est une femme politique espagnole.
Membre du Parti socialiste ouvrier espagnol, elle est conseillère municipale de Daimiel de 2003 à 2015. Elle siège au Sénat de 2004 à 2008 et de 2008 à 2011, ainsi qu'au Parlement européen de 2019 à 2024. 